# Parc zoologique de Champrepus
Le parc zoologique de Champrepus est un parc zoologique français privé situé sur la route Villedieu-les-Poêles - Granville, dans le département de la Manche, en Normandie.
Le zoo est géré par Yves et Jacques Lebreton, petits-fils du fondateur. Il occupe un terrain paysager de 10 hectares.

## Historique
Le parc est né de la passion pour l'élevage d'un agriculteur, Lucien Lebreton, qui avait créé sur les lieux, sur le bord de la route, une volière qui ne manqua pas d'attirer les regards des passagers vers la côte granvillaise. L'endroit devint petit à petit un centre de refuge et de soin, puis s'agrandit, pour finalement aboutir à un parc d'animaux européens ouvert au public le 10 juillet 1957. Les premiers animaux exotiques furent accueillis au milieu des années 1970. Depuis la mort du fondateur, en 1977, le parc, repris par ses petits-enfants, en 1980, a triplé de surface. En 2004, le parc intègre le club des parcs et jardins de Normandie. Ce parc botanique et zoologique a fêté ses 60 ans en juillet 2017 et s'est vu décerner le 19 mai 2017 le label Tourisme et handicap.

## Fonctionnement
Le parc mobilise à temps plein 11 employés et 30 saisonniers.
En 2014, il a accueilli 136 523 visiteurs, et 116 745 en 2016.

## Installations et faune présentée

### Généralités
Le zoo de Champrepus regroupe environ 300 animaux d'une soixantaine d'espèces selon sept thèmes : espace malgache, espace africain, espace tropical, espace « Nono le manchot », espace mini-ferme et espace asiatique. On peut accéder à ces deux dernières zones en empruntant la passerelle qui, enjambant la route Villedieu-Granville, invite les automobilistes à la visite du parc.
En outre, les animaux sont présentés dans un environnement paysager rappelant les décors de leurs territoires d'origine, univers créés par un paysagiste breton spécialisé. Le parc adhère d'ailleurs au club des parcs et jardins de Normandie.

### Parcours

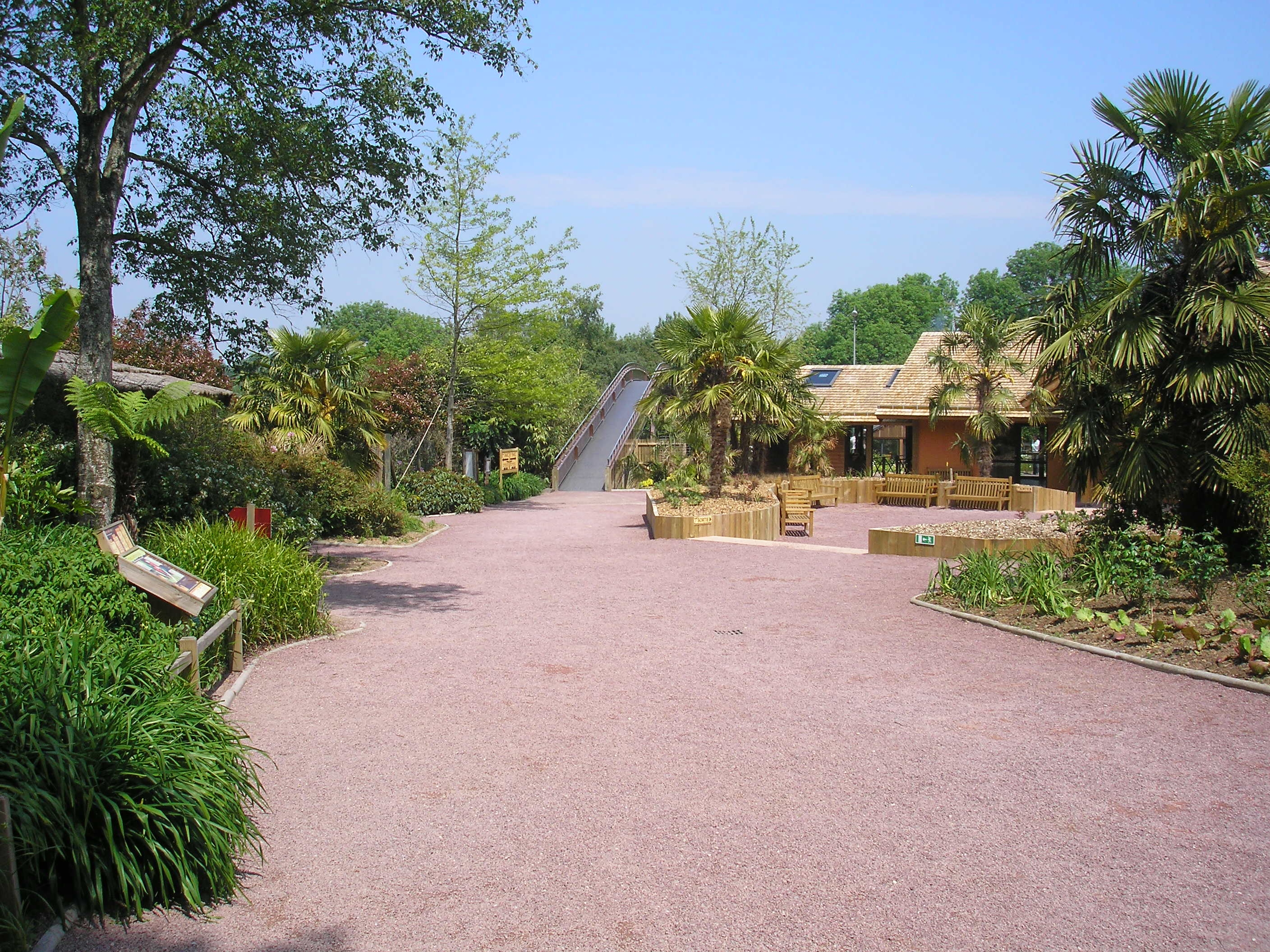
L'allée d'accueil, avec la passerelle au fond.

#### Entrée
La visite du parc commence par le jardin exotique de l'accueil. À partir de là, une passerelle permet de se diriger vers le premier parc.

#### Premier parc

##### Mini-ferme
Après avoir emprunté la passerelle, les visiteurs arrivent dans la mini-ferme. Plusieurs enclos présentent des animaux domestiques :  âne du Poitou et du Cotentin, vache pie noire bretonne, alpaga, cochon du Vietnam, mouton d'Ouessant, chèvre naine, lapin, cochon d'Inde ainsi qu'une basse-cour. Cet espace est destiné aux enfants et propose de nombreux espaces de contacts avec les animaux. Des panneaux pédagogiques et ludiques permettent aux jeunes enfants de 3 à 6 ans de découvrir le monde animal tout en s'amusant. On trouve également dans cet espace le jardin des plantes à parfum où s'épanouissent, entre autres, azalées, rhododendrons, lilas et camélias.

##### Espace asiatique

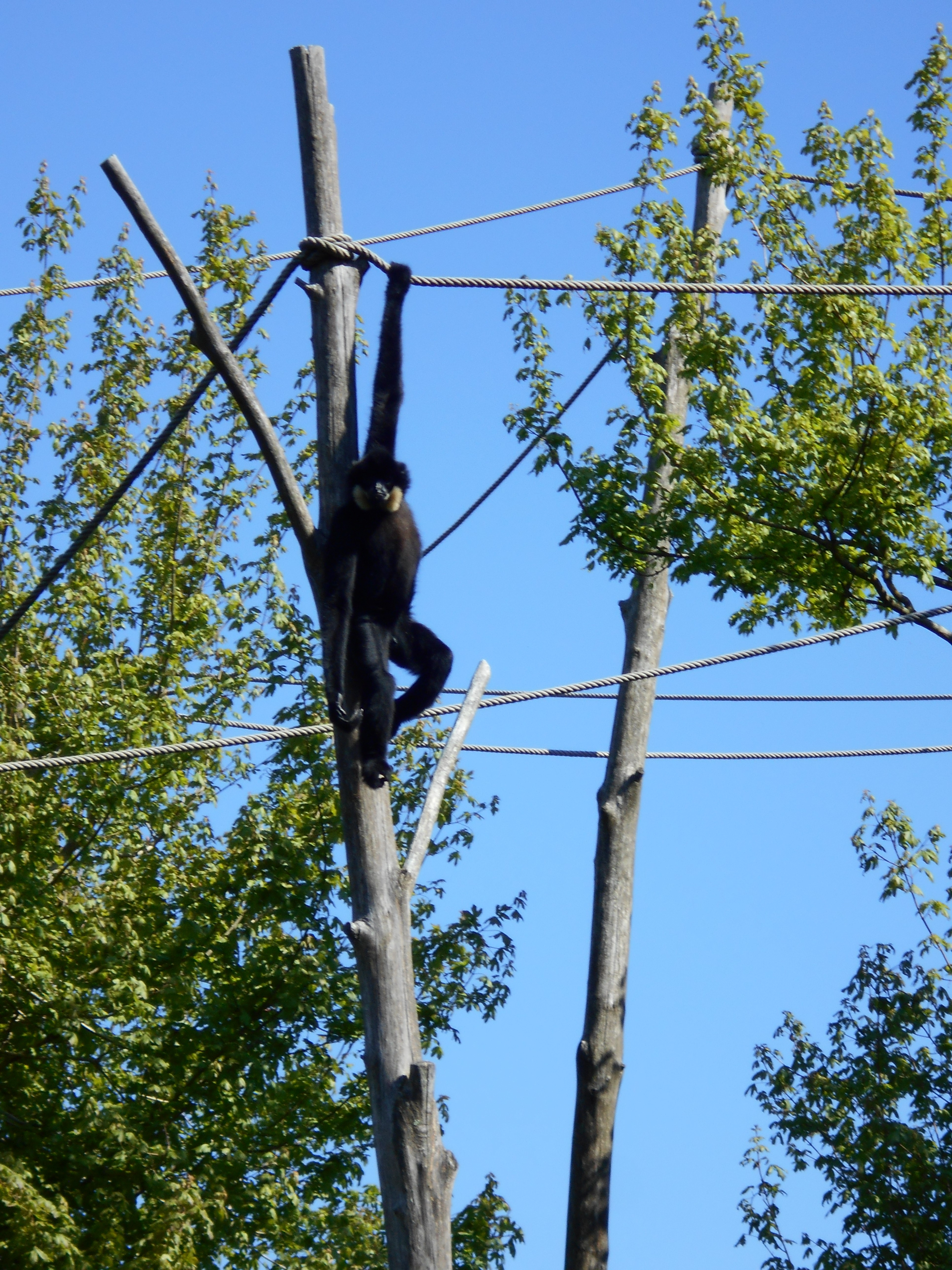
Un gibbon à favoris roux mâle du zoo.

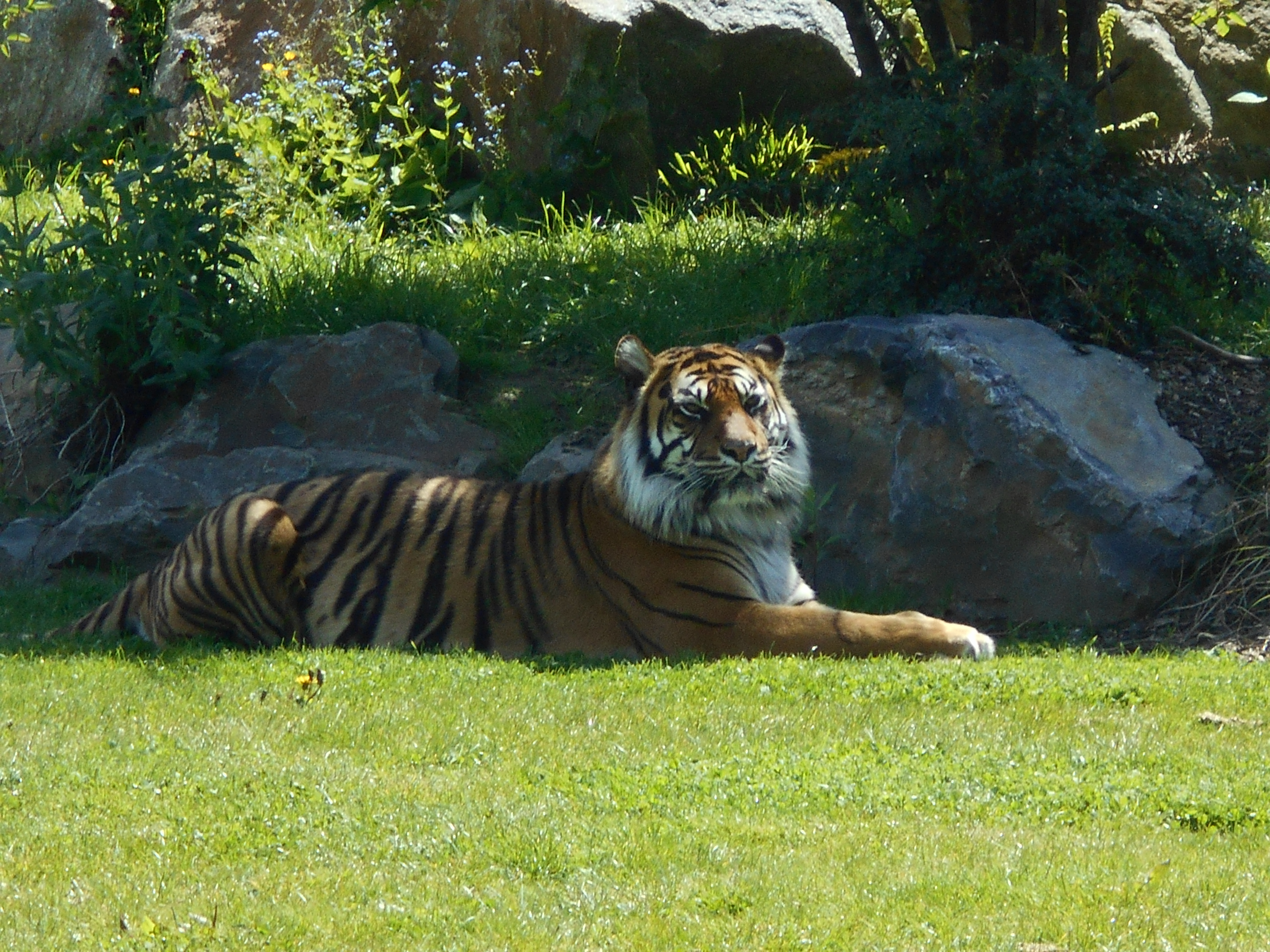
Un tigre de Sumatra du zoo, dans le nouvel espace inauguré au printemps 2017.

La visite se poursuit avec l'espace asiatique, une extension du parc débutée en 2014 avec l'île des gibbons à favoris roux. D'une superficie de 350 m2, celle-ci comporte plusieurs agrès de 7 à 8 mètres reliés par des cordes, permettant au couple de primates de se mouvoir.

Une aire de jeux pour enfants est située près de l'île aux gibbons.

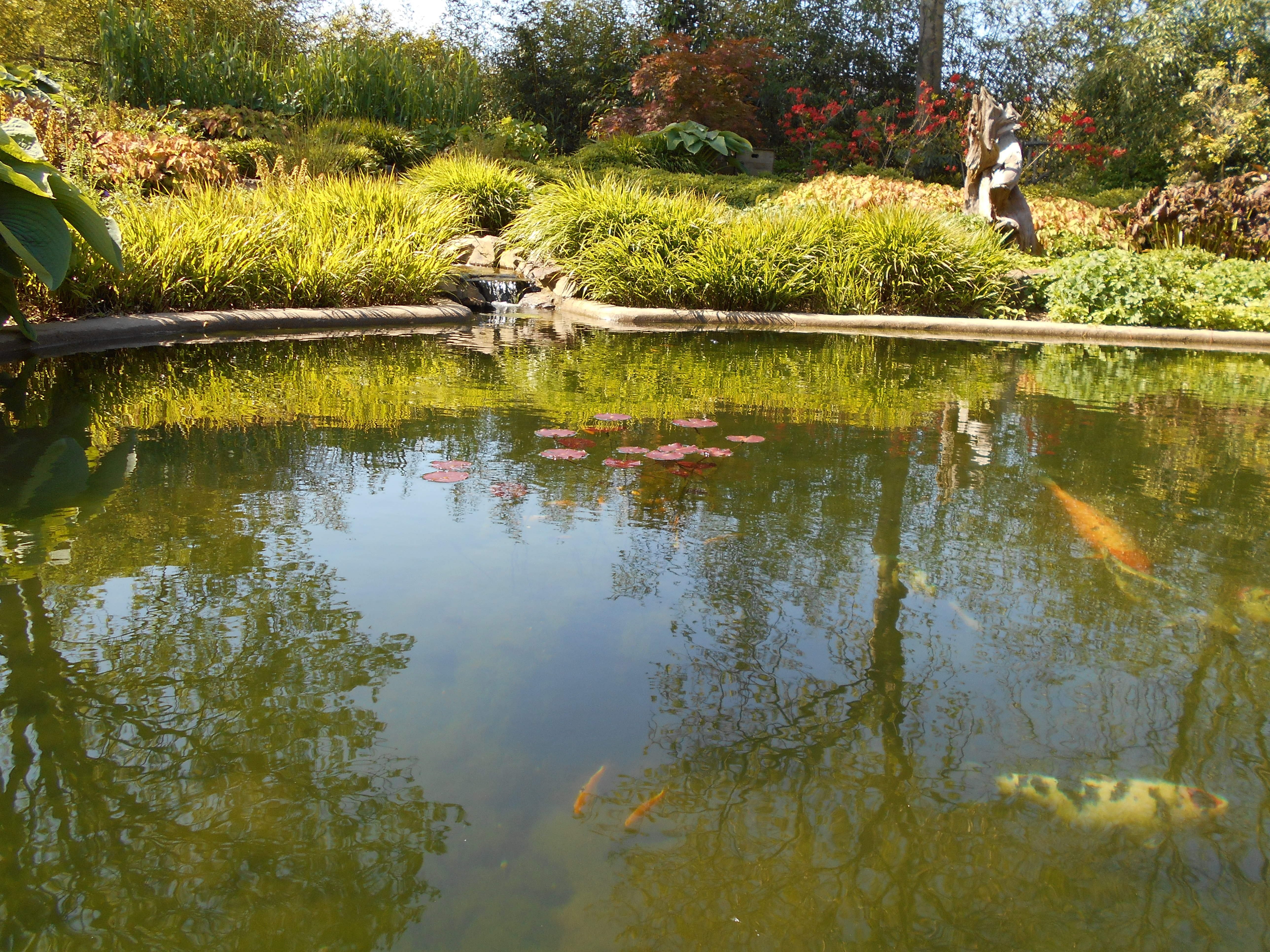
Le bassin tactile des carpes koï.

Le nouvel espace des tigres de Sumatra, inauguré au printemps 2017, fait suite à cet espace. Cet enclos de 2 500 m2 dispose d'un bassin, idéal pour rafraîchir les félins par temps chaud. Les animaux sont visibles au travers de grandes vitres installées sous des abris protégeant de la pluie.
Derrière cet espace se trouve la nouvelle volière des panthères de Perse, d'une superficie de 500 m2, inaugurée fin mars 2020.
Le parcours arrive ensuite dans le jardin asiatique, où des Stewartia aux fleurs de camélia ou des bouleaux s’épanouissent au milieu d'une jeune bambouseraie.
La visite se poursuit au niveau du bassin tactile des carpes koï, où les visiteurs peuvent admirer ces poissons au travers d'une large vitre, mais aussi essayer de les toucher, le bassin étant suffisamment bas pour permettre le contact physique avec les animaux.
L'espace asiatique se termine avec l'enclos des pandas roux, inauguré en 2015.

##### Espace tropical
Après être repassé par la mini-ferme, les visiteurs arrivent dans l'espace tropical.

Celui-ci commence par la volière sud-américaine, présentant des ibis rouges, des aras bleus, des sarcelles à collier et des pigeons du Pérou. Dans cette volière se trouve également le jardin tropical.

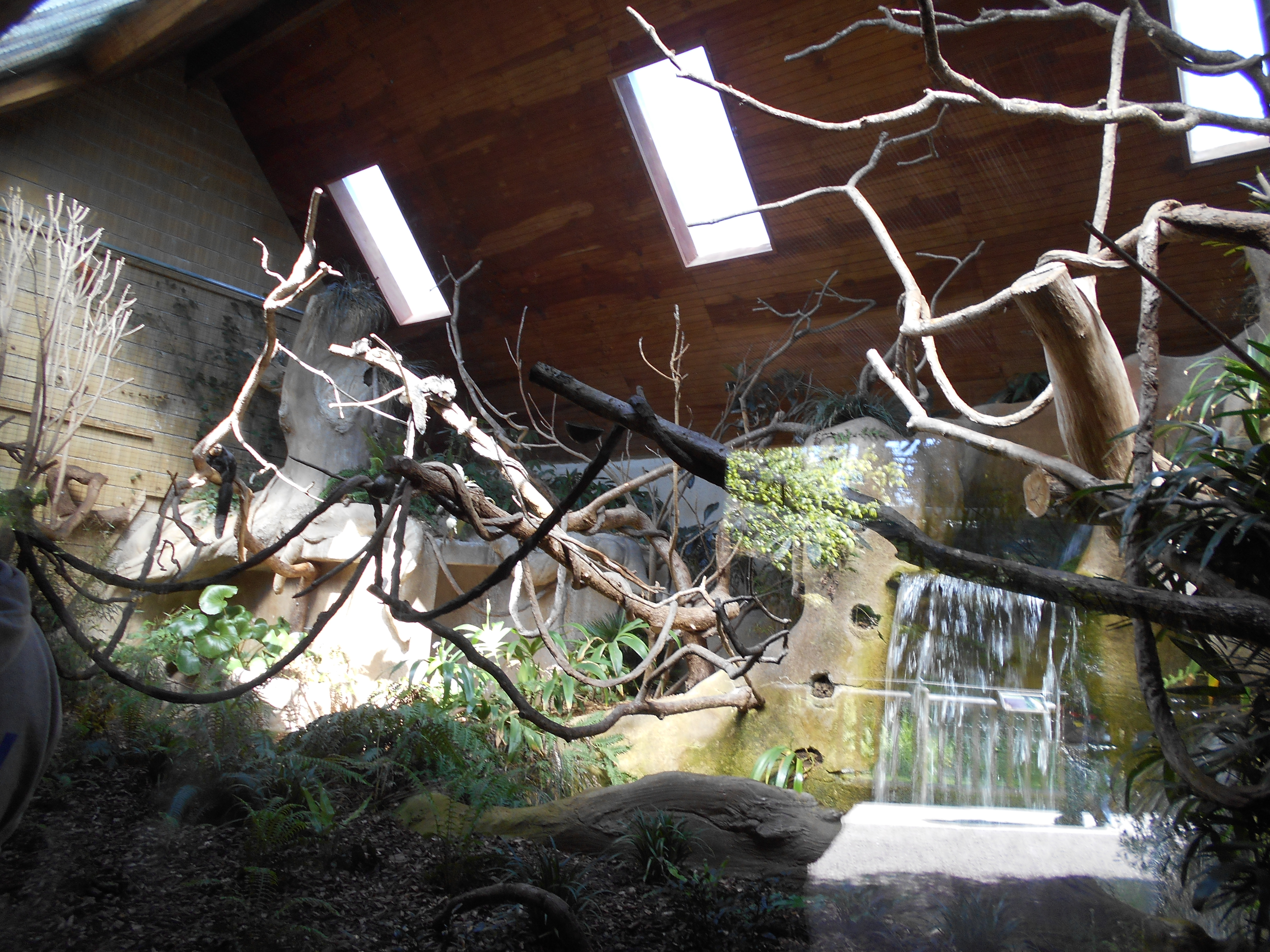
La maison des sakis, des ouistitis à toupets blancs et des tamarins lions.

Viennent ensuite la grande volière, nouveauté 2019, où évoluent des aras hyacinthe et d'autres espèces de aras, ainsi que des perruches soleil, puis une autre volière, dans laquelle se trouve la maison des sakis, des ouistitis à toupets blancs et des tamarins lions, ainsi que l'enclos des saïmiris. Des aras macao se trouvent également dans cet enclos.

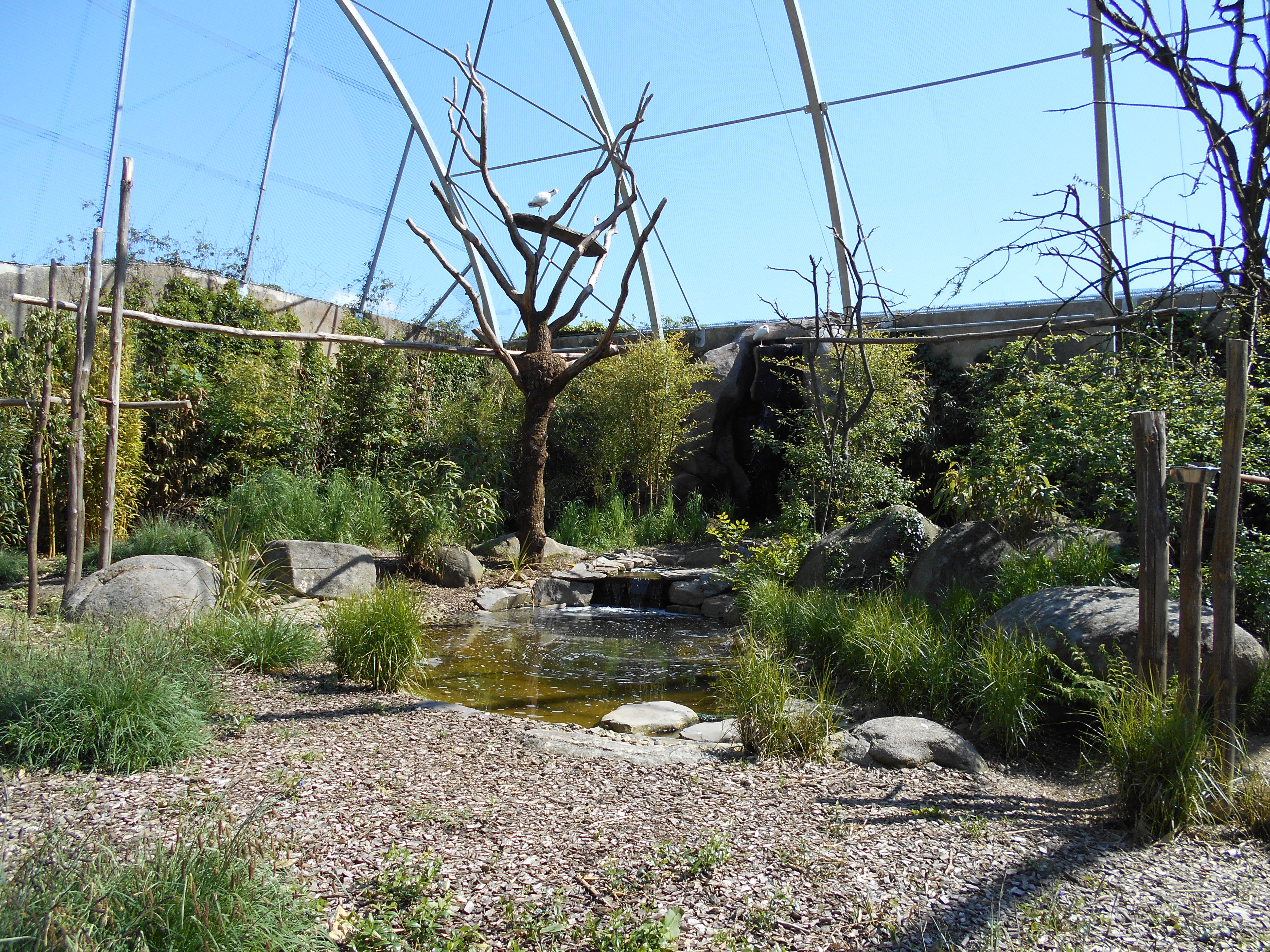
La grande volière.

La visite se poursuit vers le marais des flamants du Chili, agrémenté de prêles salicaires, de myosotis et d'iris, et par la visite de l'espace tropical en observant l'ultime volière de cette partie du parc, où évoluent des hérons garde bœuf et des percnoptères d'Égypte.
Le parc dispose de points de restauration : le restaurant "Le Sumatra" et la sandwicherie "Le Krokus". Plusieurs aires de jeux pour enfants et structures gonflables se trouvent également dans cette partie du parc, ainsi que des sanitaires.

#### Second parc

##### Espace malgache
La visite du second parc commence avec l'espace consacré à Madagascar.
La première île, qui présente des vari roux, est observable depuis un pont de singe. Celui-ci est contournable par un chemin pour les personnes à mobilité réduite. La seconde île, située un peu plus loin, présente des vari noir et blanc ainsi que des lémurs couronnés.
La réserve des lémuriens présente des maki catta, des vari noir et blanc ainsi que des lémurs albifrons qui peuvent évoluer au milieu des visiteurs.
Dans cet espace, des panneaux expliquent la déforestation causée par l'espèce humaine et les actions à mener pour préserver la forêt de Madagascar.

Ici se trouvent également les jardins sauvages malgaches, où poussent gousses bleues des Descaisneas et où d'imposantes feuilles d’Ailanthus se déploient autour des bassins fleuris.

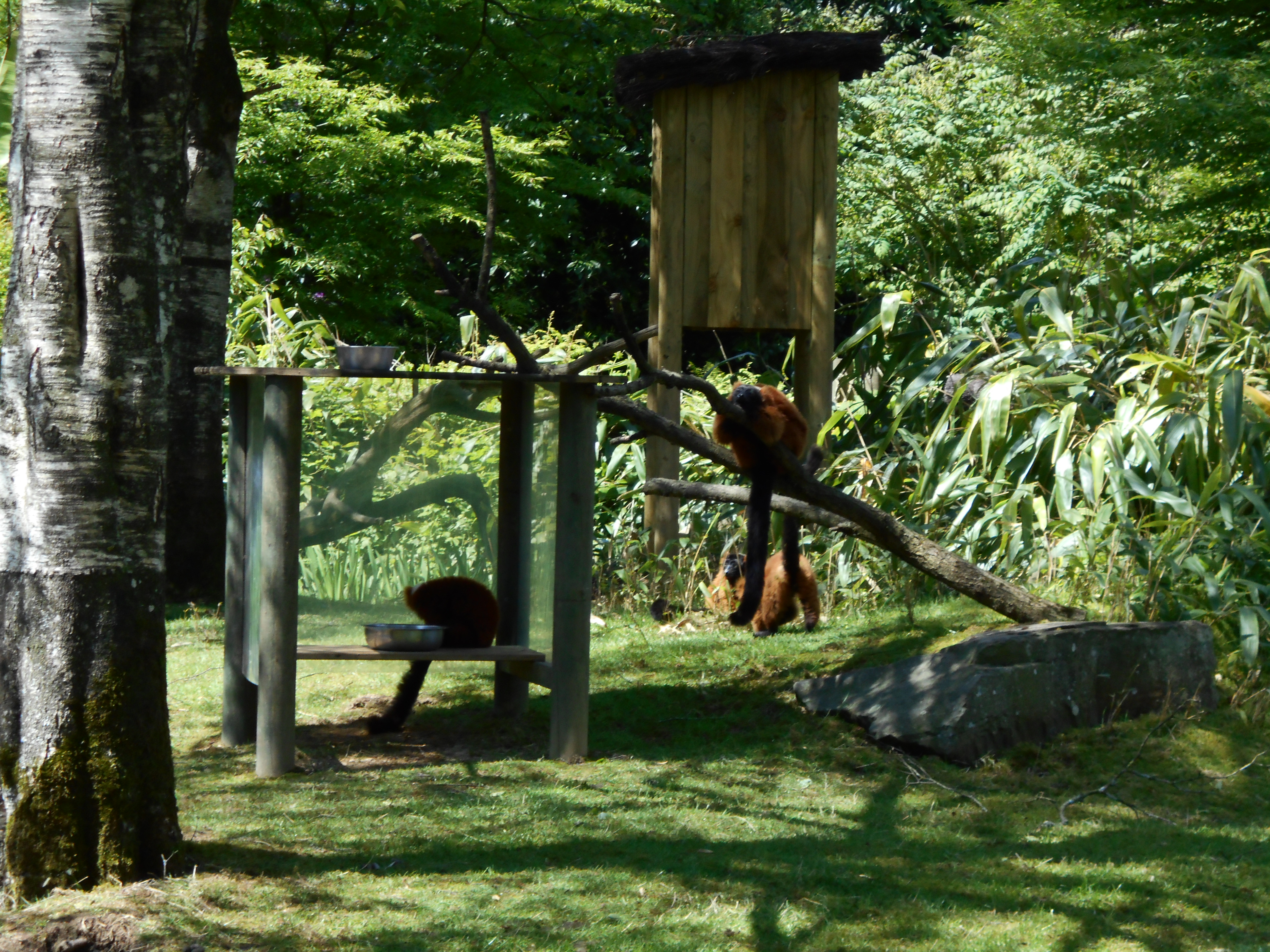
Le groupe de vari roux du zoo.
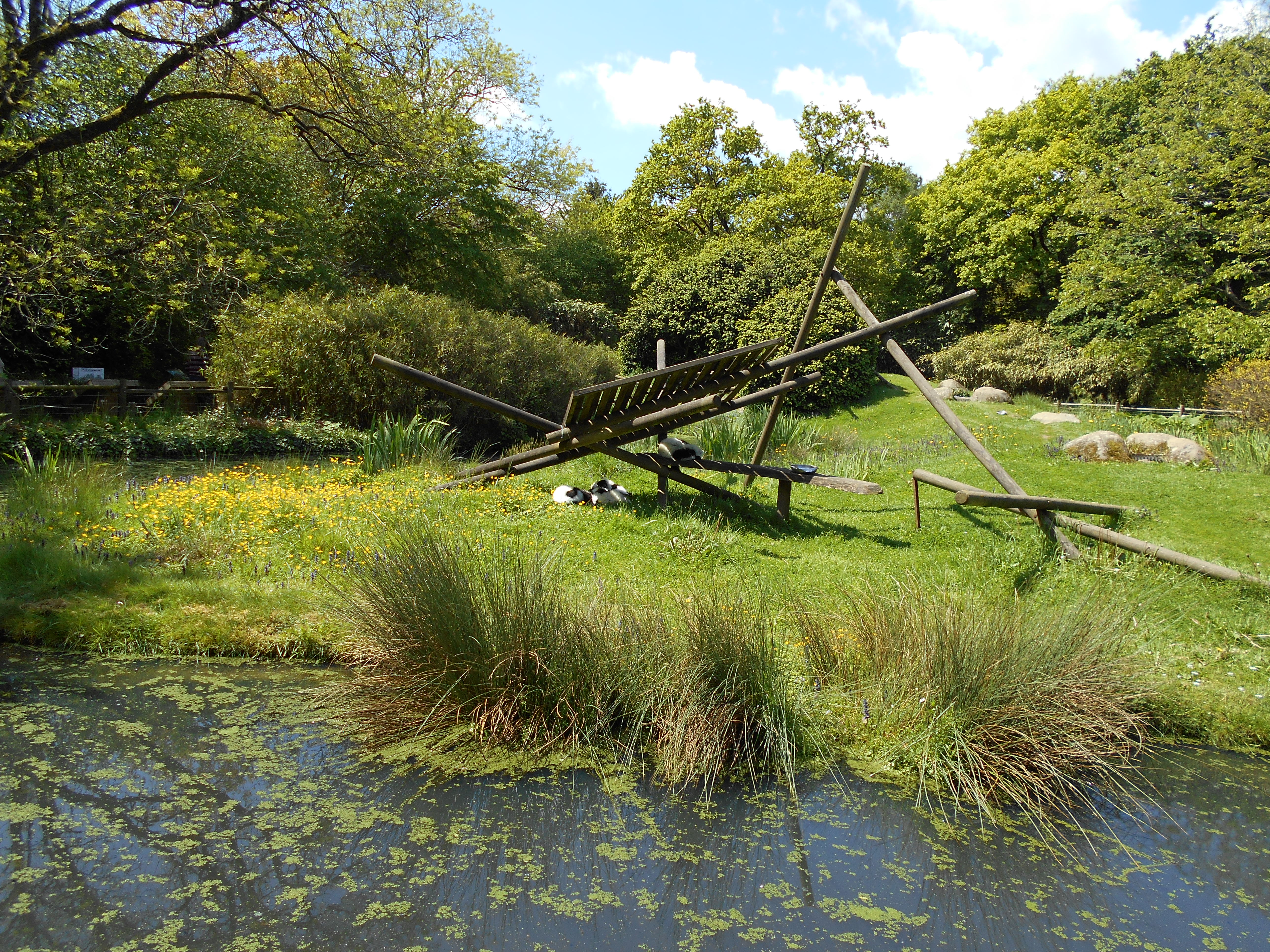
L'île des vari noir et blanc et des lémurs couronnés.
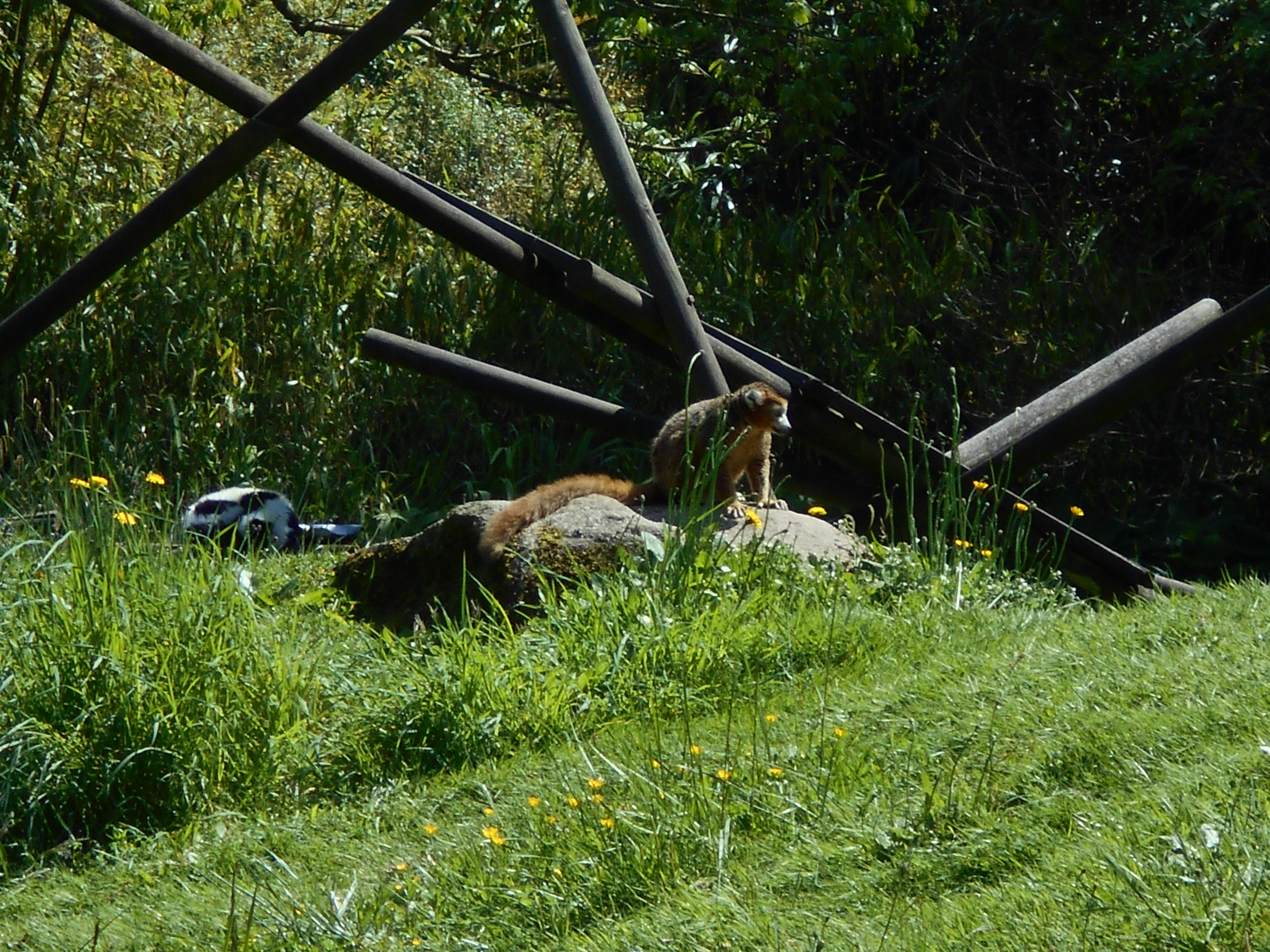
Un lémur couronné du zoo, avec un vari noir et blanc sur la gauche.
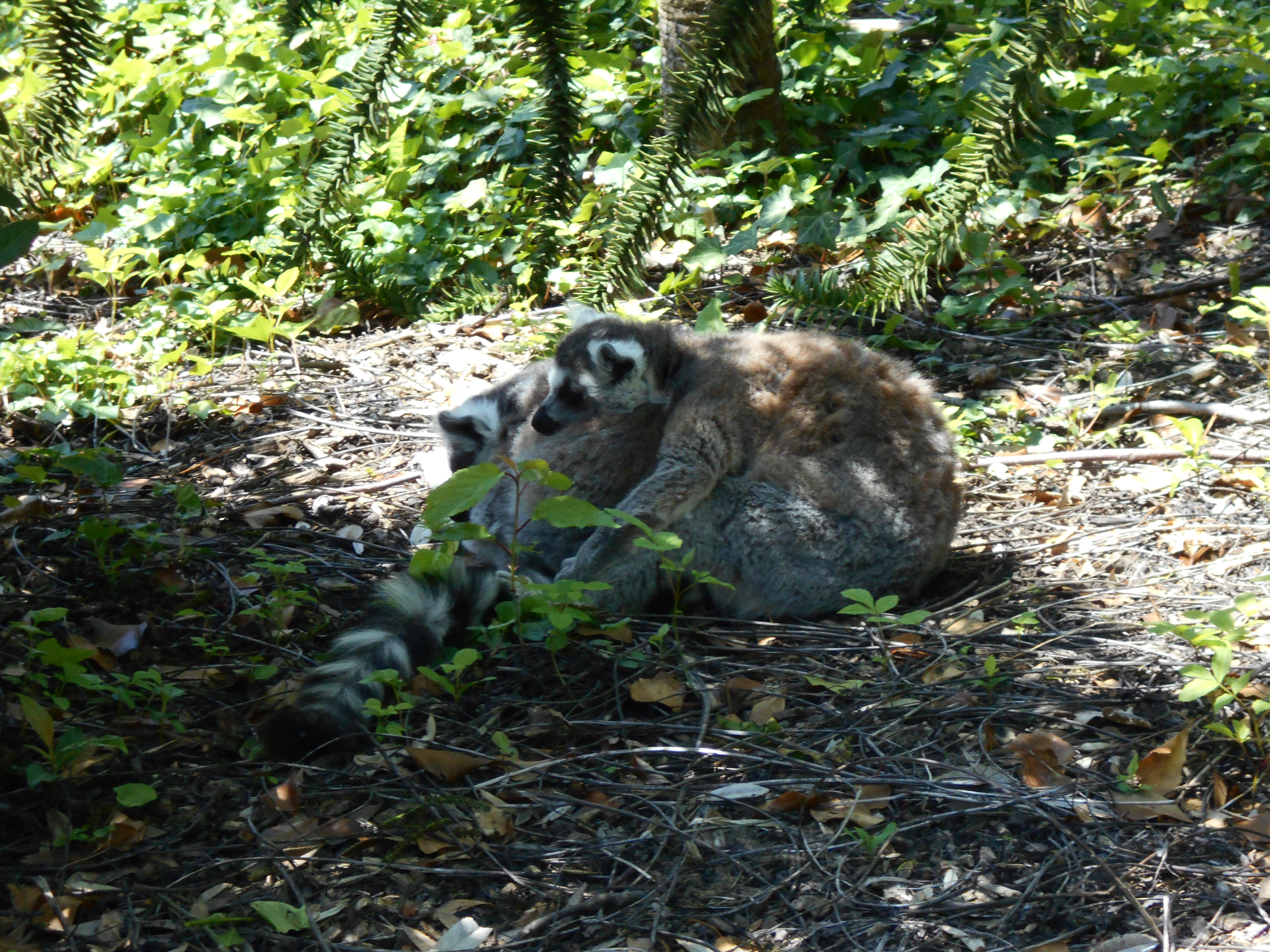
Deux maki catta se reposant dans la réserve malgache.

##### Espace africain

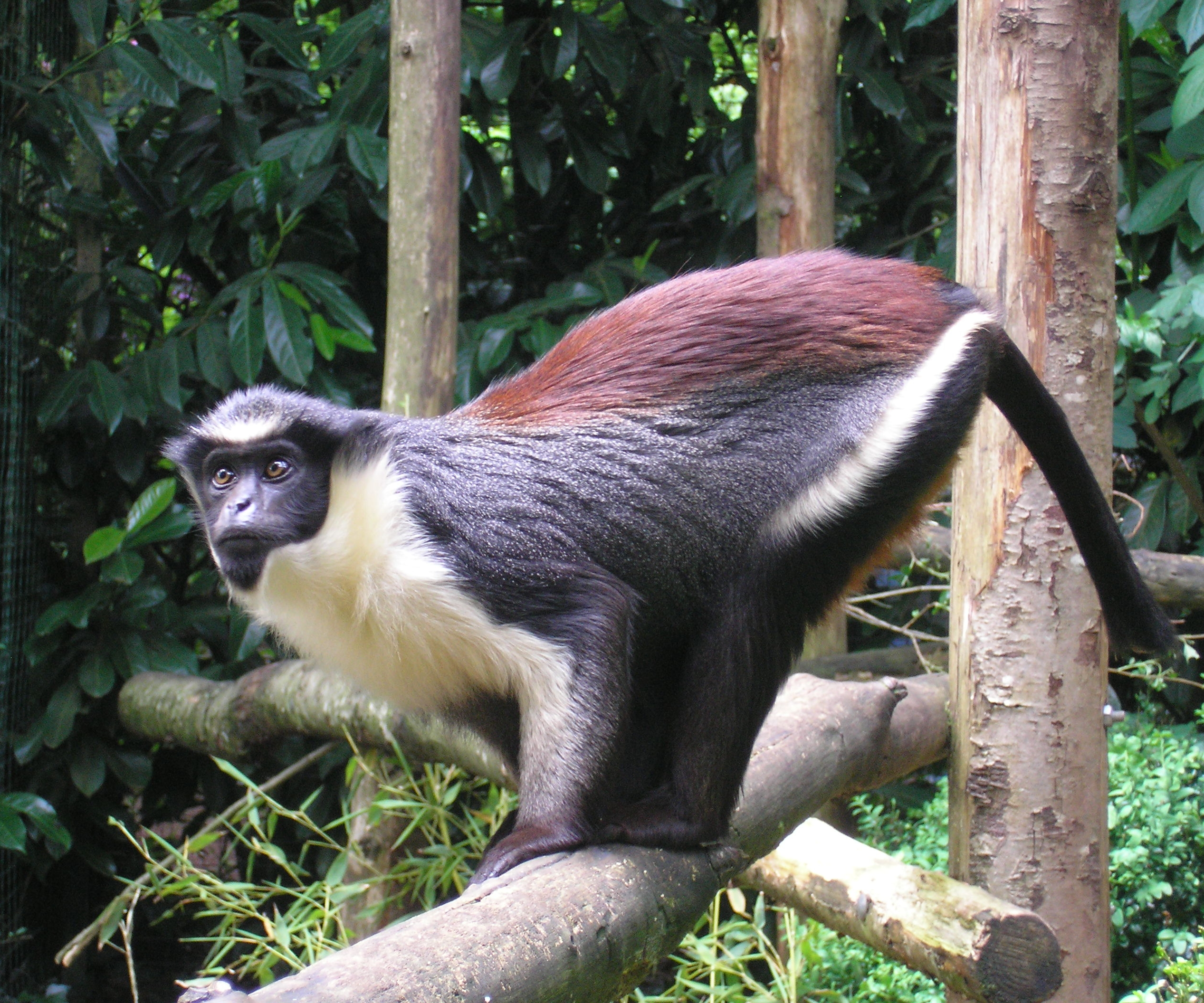
Un cercopithèque Diane du zoo.

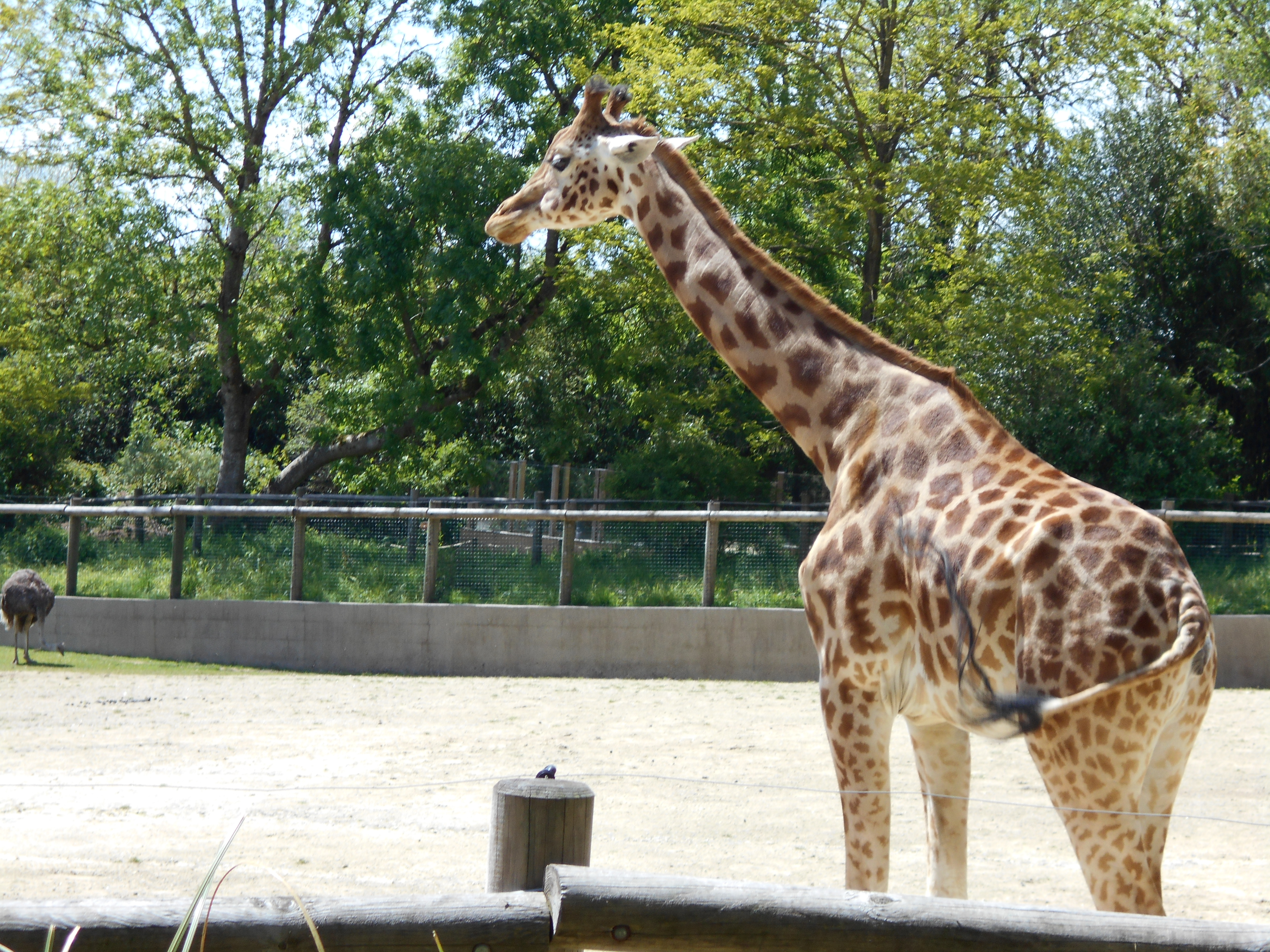
Une girafe d'Afrique de l'Ouest du zoo.

Cet espace, le plus vaste du zoo, commence par la volière des cercopithèques de Brazza et des cercopithèques Diane, puis par l'enclos des guépards.

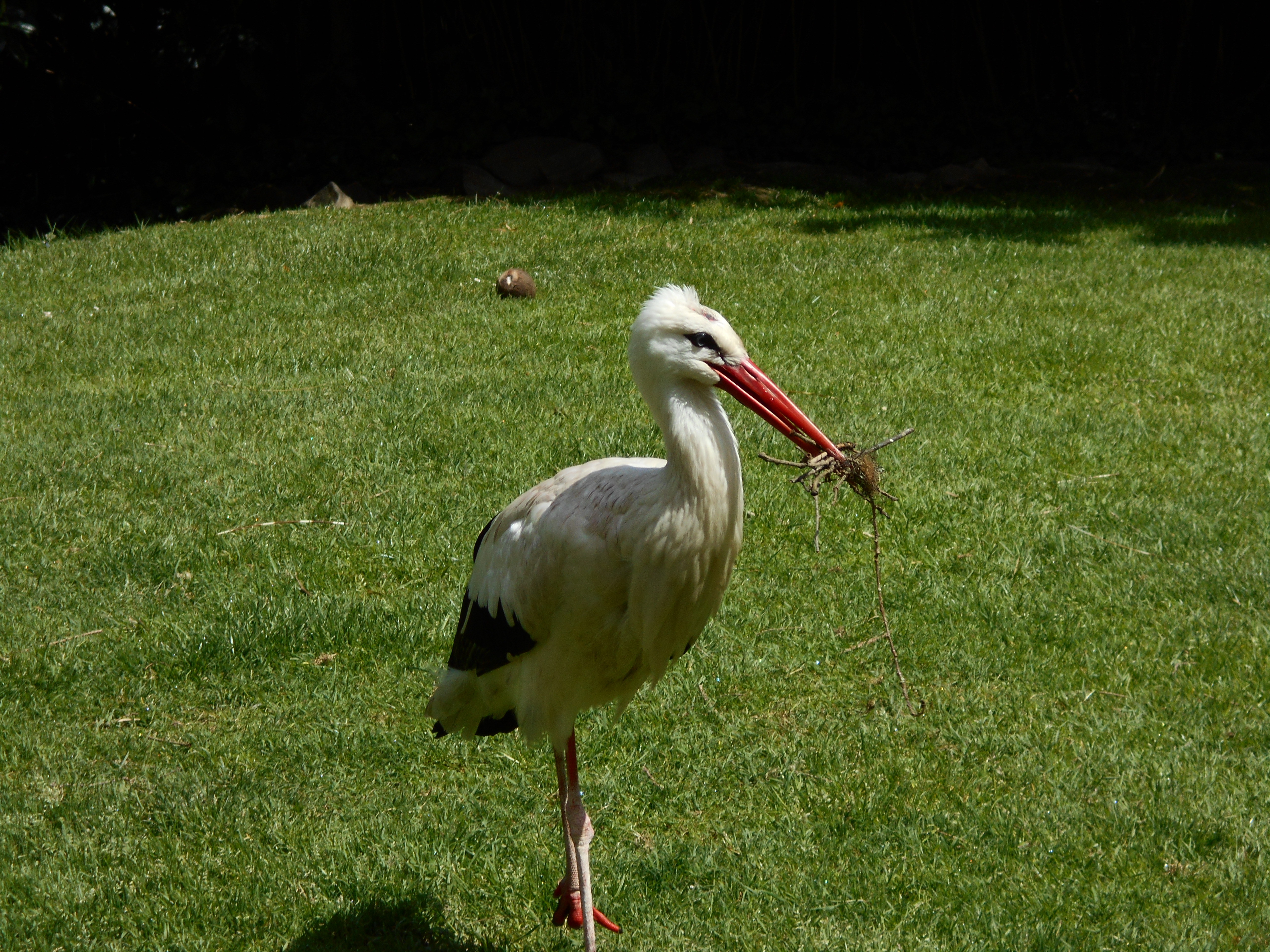
Une cigogne blanche du zoo.

La visite continue avec la plaine africaine. Ce vaste enclos, constitué de sable et d'herbe, présente des girafes d'Afrique de l'Ouest, des zèbres de Grant, des autruches, des oryx algazelles ainsi que des damalisques à front blanc. Les animaux peuvent être observés depuis trois points de vue différents. C'est là que se trouve le jardin des graminées, où robiniers, faux-acacias et amorphas se mêlent aux miscanthus, stipas et pennisetum.

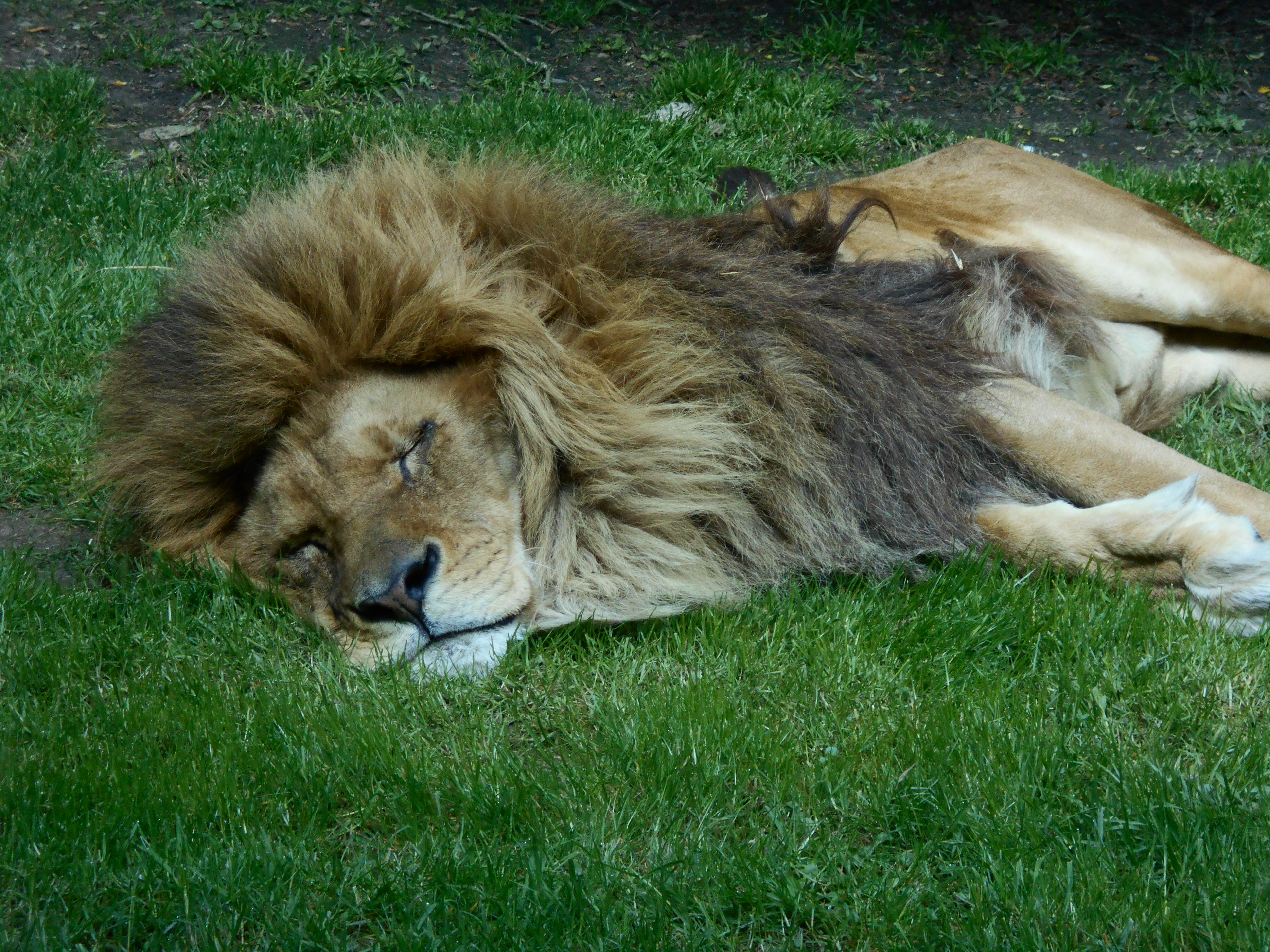
Un lion du zoo en train de dormir.

Les visiteurs peuvent ensuite voir l'enclos des suricates, l'enclos des cigognes blanches et des porcs-épics, puis la volière africaine, où sont présentés ibis chauves, aigrettes et touracos violets.
La visite se poursuit au niveau de l'enclos des loutres cendrées, dont le bassin permet une vision subaquatique.
Le dernier enclos de cet espace est celui des lions d'Afrique, où les visiteurs peuvent observer les félins au travers d'une vitre sous un bâtiment abritant de la pluie.

##### Espace «Nono le manchot»

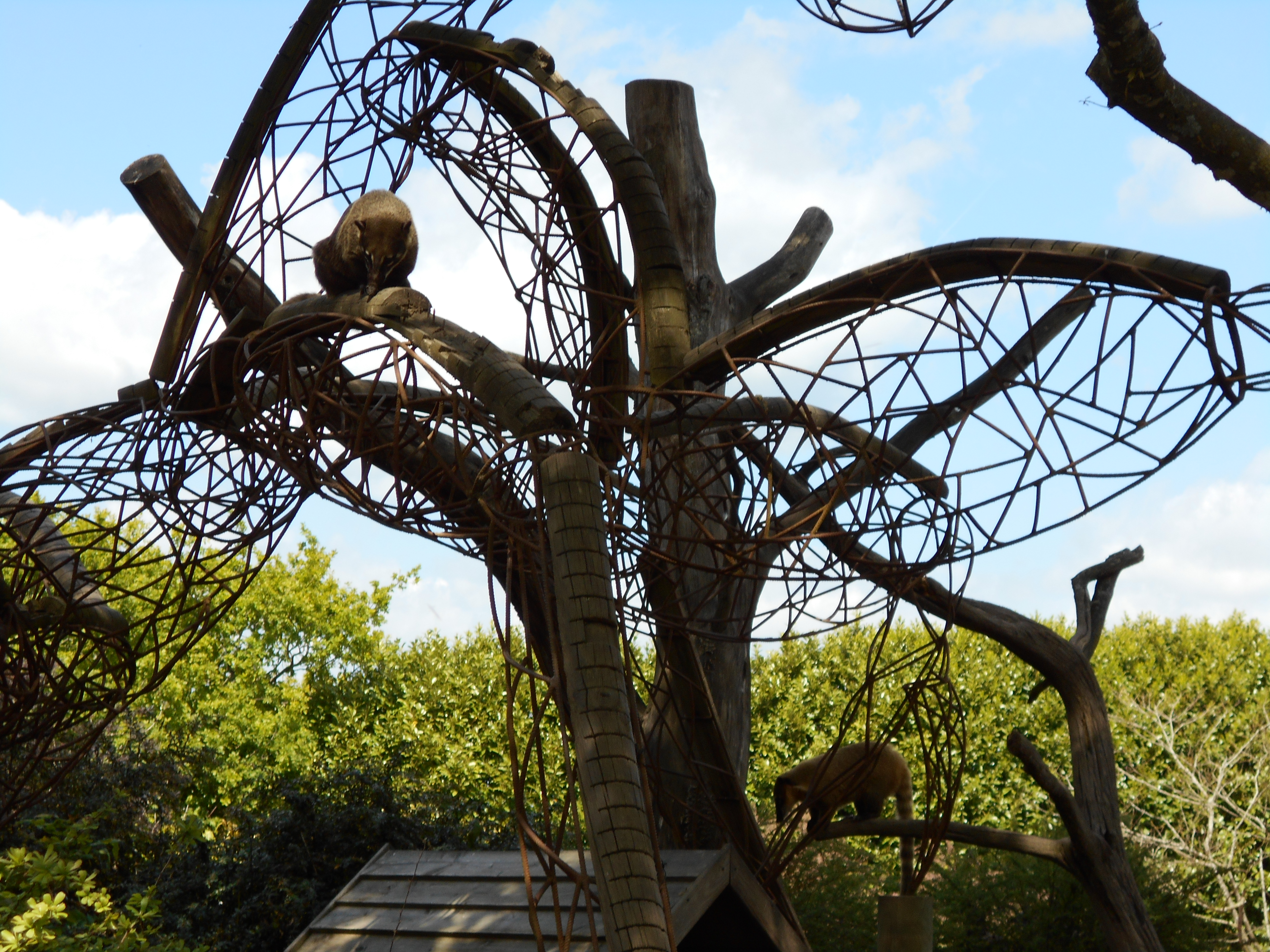
Les coatis roux du zoo.

La dernière zone du parc, l'espace « Nono le Manchot », débute avec l'enclos des wallabies de Bennet, situé sur la gauche. Les visiteurs traversent ensuite le jardin des exubérances, qui met en scène des végétaux aux feuilles très larges et découpées, ainsi que des graminées et des eucalyptus, avant d'arriver à l'enclos des coatis roux.

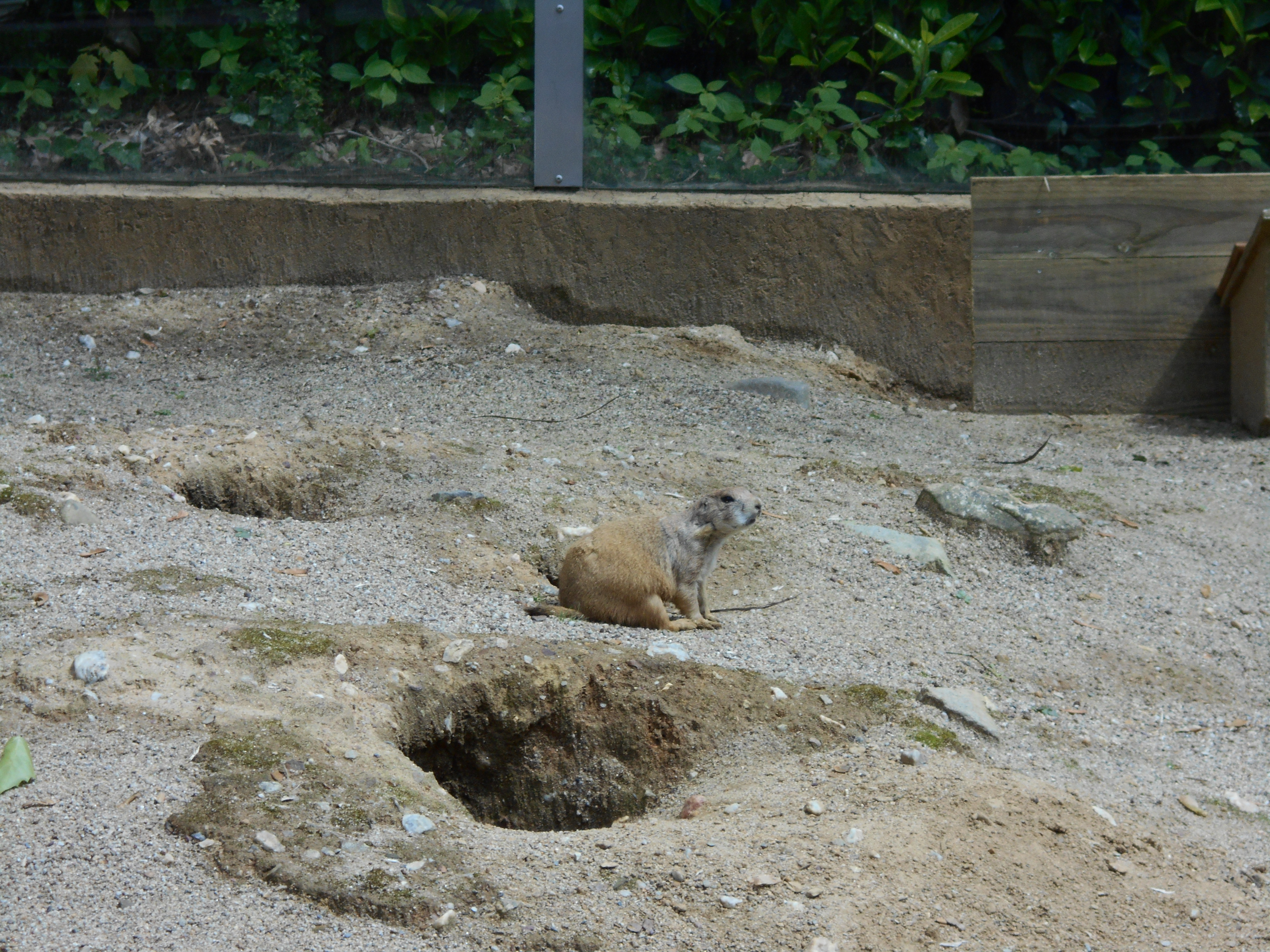
Un chien de prairie à queue noire du zoo.

Les manchots du Cap disposent d'un espace divisé en deux parties : la plage, composée d’un sol de sable et de galets, d'enrochement et de plantations avec une dominance de graminées, et le bassin, profond de 1,80 m, d'un volume de 120 m3 d'eau, et offrant une vision subaquatique grâce à quatre baies vitrées.
La visite se termine avec l'enclos des chiens de prairie à queue noire, dans lequel les animaux peuvent creuser des galeries. Les visiteurs peuvent observer les animaux grâce à plusieurs bulles placées de part et d'autre dans l'enclos.

## Conservation
Le zoo de Champrepus est membre de l'Association européenne des zoos et aquariums (EAZA), de la Conservation des espèces et des populations animales (CEPA), de l'Association française des parcs zoologiques de France (ANPZ) et participe aux programmes européens d'élevage. Il soutient également des associations de sauvegarde en Afrique continentale et à Madagascar.
Les animations présentées favorisent la sensibilisation du public à la préservation des espèces.